# Zdrada i miłość
Zdrada i miłość (hiszp. La Traición) – kolumbijska telenowela z 2008 roku. Wyprodukowana przez Telemundo i RTI Colombia.
Serial został wyemitowany m.in. w Kolumbii przez „Telemundo” oraz w Polsce przez TV Puls.

## Obsada
- Mario Cimarro jako Hugo de Medina/Alcides de Medina
- Danna García jako Soledad de Obregón
- Michelle Vieth jako Michelle
- Ismael La Rosa jako Daniel Von Sirak
- Harry Geithner jako Francisco/Paco/Paquito
- Cesar Mora jako Guillermo Burke
- Virna Flores jako Eloísa Renán
- Rossana Fernández Maldonado jako Beatriz de Linares
- Luz Estella Luengas jako Esther de Obregon
- German Rojas jako Lucas de Obregon
- Victoria Góngora jako Helena Burke
- Flavio Peniche jako Boris
- Natalia Giraldo jako Antonia
- Mónica Franco jako Rebeca Montenegro
- Indira Serrano jako Ursula
- Liliana Salazar jako Marina
- Sergio Gonzalez jako Doctor Max
- Tiberio Cruz jako Hercules- Arturo’s ex-servant
- Salvador del Solar jako Arturo de Linares
- Paulo Quevedo jako Vladimir
- Ricardo Saldarriaga
- Diego Camacho
- Rene Figueroa
- Tommy Vásquez
- Andrés Martínez
- Esmeralda Pinzón
- Tania Falquez
- Bastian Madiedo
- Javier Zapata
- Cesar Vargas
- Oscar González
- Mauricio Bravo
- Sigifredo Vega
- Juan Carlos Bedoya
- Laila Viera
- Luís Fernando Bohórquez
- Alberto Sornosa
- Juan Carlos Arboleda
- Eduardo Carreño
- Diego Giraldo